# سیل ۱۳۵۴ گاماسیاب نهاوند و منجرمویی لردگان
سیل ۱۳۵۴ گاماسیاب نهاوند و منجرمویی لردگان. در اردیبهشت  ۱۳۵۴در پی بارش  شدید باران در غرب ایران دو منطقه تاریک دره گاماسیاب نهاوند و منجرمویی لردگان جاری شد، در پی این حادثه در گاماسیاب نهاوند ۱۲ نفر کشته و ۴ نفر مفقود شدند و در منجرمویی لردگان ۷ نفر کشته شدند.